# Joseph Kampé de Fériet
Marie-Joseph Kampé de Fériet (Paris, 14 de maio de 1893 — Villeneuve-d'Ascq, 6 de abril de 1982) foi um matemático francês.

## Vida
Foi professor da Université Lille Nord de France, de 1919 a 1969. Além de seu trabalho sobre matemática e mecânica dos fluidos, foi diretor do Institut de mécanique des fluides de Lille (ONERA Lille) e lecionou dinâmica dos fluidos e teoria da informação na École Centrale de Lille, de 1930 a 1969.
Ele concebeu as funções de Kampé de Fériet, que ampliaram as funções hipergeométricas generalizadas.

## Obras
- J. Kampé de Fériet e P.E. Appell Fonctions hypergéometriques et hypersphériques (Paris, Gauthier-Villars, 1926)
- J. Kampé de Fériet La fonction hypergéometrique (Paris, Gauthier-Villars, 1937)